# Sabatera d’agulles de carn violeta
La sabatera d'agulles de carn violeta (Hydnellum joeides) (=Sarcodon joeides) és una espècie de fong de l'ordre dels teleforals (Thelephorales). És una sabatera d'agulles de boscos de planifolis que es caracteritza perquè té la carn de color lila.

## Morfologia
Bolets de solitaris a esparsos; barrets més aviat petits, de fins a 12 cm; de convex aplanats a lleugerament deprimits; de superfície bru groguenca amb tons porpres o bru rosats fins a bru vermellosa o porpra; amb esquames fosques que poden ser erectes en la zona central; marge lobulat.
Agulles de fins a 4 mm de longitud; pàl·lides, que esdevenen bru porpra, sovint amb els extrems blancs, clarament decurrents, fins i tot poden arribar al peu.
Cama de central a excèntrica; cilíndrica, a vegades aprimada cap el peu; superfície del color del barret, el peu pot ser de verd grisenc a verd negrós; vellutada, amb l'edat llisa.Carn de blanquinosa a taronja pàl·lid, a vegades amb tons roses, lilós o porpra.

## Hàbitat
Rara, de juny a novembre, en boscos frescals de l'estatge montà, sempre vora planifolis, sota faig, roures, alzina i castanyer.

## Comentaris
Carn KOH +: Blau verdós 
Una espècie similar és la sabatera d’agulles de carn porpra (Hydnellum fuligineoviolaceum), que creix en pinedes, el barret és fosc i vellutat, i les agulles no són decurrents.

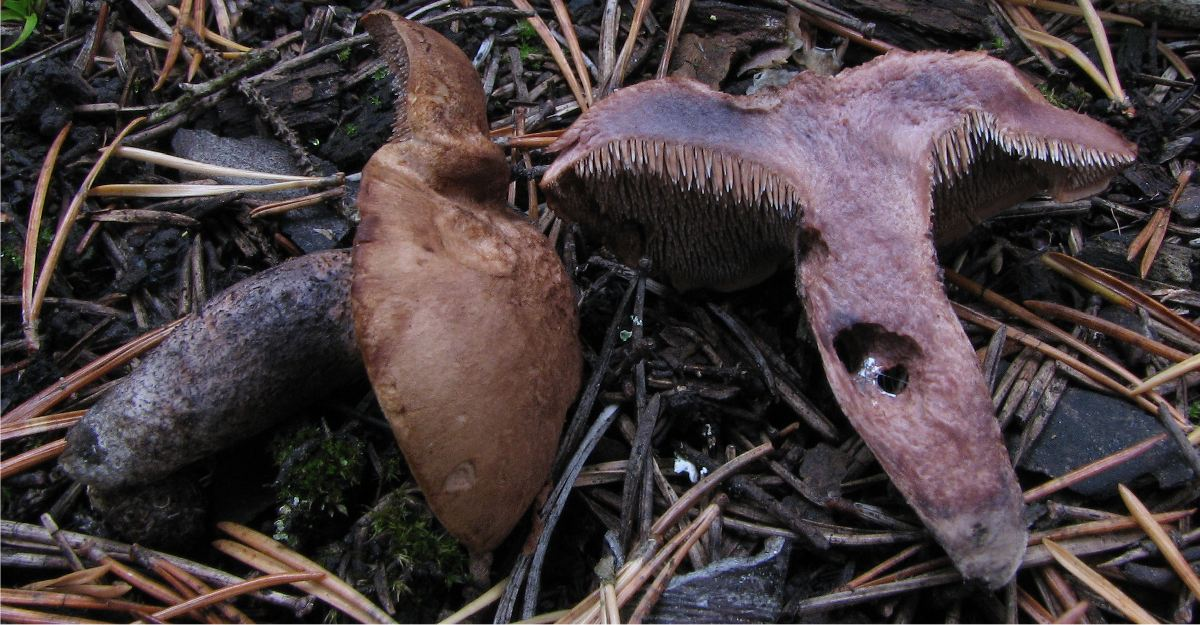
Sabatera d’agulles de carn porpra (Hydnellum fuligineoviolaceum)

## Comestibilitat
No és comestible.